# Lettera sui ciechi ad uso di coloro che vedono
La Lettera sui ciechi ad uso di coloro che vedono (in francese, Lettre sur les aveugles à l'usage de ceux qui voient) è un saggio di Denis Diderot del 1749.
Il saggio si concentra sulla questione della percezione visiva, oggetto all'epoca di un certo interesse, in seguito ai successi in campo medico ottenuti in alcuni casi di soggetti affetti da cecità fin dalla nascita. Fiorirono ricerche e lavori sulla natura e l'uso della vista, su quanto questa fosse dipendente dalla percezione, dall'abitudine e dall'esperienza degli individui nell'identificare forme e volumi nella realtà o su come distinguere la realtà da un prodotto artistico.
Per il saggista francese, una persona cieca che acquisisce la possibilità di vedere per la prima volta non comprende immediatamente ciò che vede, dovendo impiegare un certo periodo di tempo nello stabilire rapporti fra la sua esperienza di forme e distanze (acquisita attraverso il tatto) e le immagini degli oggetti.
Nel saggio, Diderot introduce il suo concetto di provvidenza, approfondito ne L'interpretazione della natura.